# Paramyxine wisneri
Paramyxine wisneri är en ryggsträngsdjursart som beskrevs av Kuo, Huang och Hin-Kiu Mok 1994. Paramyxine wisneri ingår i släktet Paramyxine och familjen pirålar. IUCN kategoriserar arten globalt som livskraftig. Inga underarter finns listade i Catalogue of Life.